# Philippe Calderon
Philippe Calderon est un réalisateur, scénariste et dialoguiste français. 
Il est le neveu et filleul du comédien Michael Lonsdale, demi-frère de Gerald Calderon. 

## Filmographie
- 1994 : Le Partage des Eaux
- 1995 : Washoe : le singe qui parle avec les mains
- 1995 : Chaban
- 1996 : Le premier sourire
- 1997 : La rivière fantôme
- 1999 : La cité des fourmis
- 2001 : Lorsque le monde parlait arabe
- 2002 : Retrouver Byzance
- 2003 : Michel Foucault par lui-même
- 2004 : La grande histoire du cerveau
- 2005 : De Gaulle à Colombey
- 2006 : La Citadelle assiégée
- 2008 : Mèche Blanche
- 2013 : John von Neumann, Prophète du XXIe siècle